# Rio Trabancos
O Trabancos é um rio de Espanha, afluente da margem esquerda do Rio Douro onde desagua junto de Pollos. Nasce perto do municipio de Herreros de Suso e percorre 85 km até a sua foz. As principais localidades por onde passa são San Cristóbal de Trabancos e Horcajo de las Torres, na província de Ávila, e Fresno el Viejo e Castrejón na província de Valladolid.